# Župnija Sv. Tomaž
Župnija Sv. Tomaž je rimskokatoliška teritorialna župnija dekanije Velika Nedelja Ptujsko-Slovenjegoriškega naddekanata, ki je del nadškofije Maribor.

## Sakralni objekti
- Cerkev sv. Tomaža, Sveti Tomaž| (župnijska cerkev)